# سیارک ۱۲۸۹۸
سیارک ۱۲۸۹۸ (به انگلیسی: 12898 Mignard، نامگذاری:1998RK6) دوازده هزار و هشتصد و نود و هشتمین سیارک کشف شده‌است که در ۱۴ سپتامبر ۱۹۹۸ کشف شد.
قدر مطلق سیارک برابر ۳۰.۹ است.